# Alessandro Farnese, Duce de Parma
Alessandro Farnese (spaniolă Alejandro Farnesio), (n. 27 august 1545, Roma, Statele Papale – d. 3 decembrie 1592, Arras, communauté urbaine d'Arras⁠(d), Franța) a fost Duce de Parma și Piacenza din 1586 până în 1592, și Guvernator al Țărilor de Jos Habsburge din 1578 până în 1592. Este cunoscut pentru succesul campaniei din 1578-1592 împotriva Revoltei Olandeze, în care a capturat principalele orașe din sud (astăzi Belgia) și le-a redat Spaniei catolice.

## Biografie
Alessandro a fost fiu al Ducelui Ottavio Farnese de Parma, care era nepot al Papei Paul al III-lea. Mama lui a fost Margareta de Parma, o fiică nelegitimă a regelui Spaniei, împăratul Carol al V-lea. El a avut un frate geamăn, care a trăit doar o lună. Mama lui a fost sora vitregă a regelui Filip al II-lea al Spaniei și a lui Ioan de Austria. Alessandro a avut o carieră militară și diplomatică semnificativă în serviciul Spaniei, sub serviciul unchiului său, regele. A luptat în Bătălia de la Lepanto (1571) și în Olanda împotriva rebelilor.